# Centrotus percheroni
Centrotus percheroni är en insektsart som beskrevs av Lethierry 1888. Centrotus percheroni ingår i släktet Centrotus och familjen hornstritar. Inga underarter finns listade i Catalogue of Life.